# Roma Open II
Il Roma Open II, noto come Sir Supermercati Open per ragioni di sponsorizzazione, è stato un torneo professionistico di tennis giocato su campi in terra rossa. Faceva parte dell'ATP Challenger Series. Si sono giocate solo le edizioni del 2004 e 2005 al G2 Village di Roma, in Italia.

## Albo d'oro

### Singolare
| Anno | Campione           | Finalista       | Punteggio   |
| ---- | ------------------ | --------------- | ----------- |
| 2004 | Victor Hănescu     | Francesco Aldi  | 7–6(4), 6–2 |
| 2005 | Juan Antonio Marín | Albert Montañés | 6–2, 7–6(6) |

### Doppio
| Anno | Campioni                                  | Finalisti                        | Punteggio        |
| ---- | ----------------------------------------- | -------------------------------- | ---------------- |
| 2004 | Werner Eschauer Florin Mergea             | Francesco Aldi Francesco Piccari | 6(5)–7, 6–3, 6–0 |
| 2005 | Konstantinos Economidis Vasilīs Mazarakīs | Flavio Cipolla Alessandro Motti  | 6–4, 7–6(4)      |